# Танматры
Танматры (санскр. tanmätra = «только то») — согласно индийскому метафизическому учению санкхья, это пять «тонких» первоэлементов (таттв) бытия — звук, осязаемость, форма, вкус и запах, лежащие в основе пяти материальных стихий (махабхута), называемых также физическими или «грубыми» элементами («бхуты»). Описаны в «Санкхья-карике».
Последователи индийского философа VI века Ишваракришны, автора «Санкхья-карики», развили две концепции образования стихий (бхут) из танматр:
- либо каждая танматра способствует эманации одной стихии:
  - из танматры звука (санскр. «шабда») эманирует пространство;
  - из танматры осязаемости («спарша») — ветер;
  - из танматры формы («рупа») — огонь;
  - из танматры вкуса («раса») — вода;
  - из танматры запаха («гандха») — земля;
- либо стихии считаются результатом взаимности танматр:
  - звук приносит пространство;
  - звук и осязаемость — элемент ветра;
  - звук, осязаемость и форма — элемент огня;
  - звук, осязаемость, форма и вкус — элемент воды;
  - звук, осязаемость, форма, вкус и запах — элемент земли.